# Соколов, Александр Гаврилович
Александр Гаврилович Соколов (1894, город Санкт-Петербург (по другим данным — село Ерино Ржевского уезда Тверской губернии), теперь Российская Федерация — 2 сентября 1937, Киев) — советский партийный деятель. Член ВУЦИК. Член ЦК КП(б)У в ноябре 1927 — январе 1937 г.

## Биография
Родился в семье рабочего-столяра. В 1906 году окончил двухклассное училище в селе Овчинники Ржевского уезда Тверской губернии. В 1906—1909 г. — ученик слесаря, в 1909—1911 г. — слесарь частных мастерских в городе Санкт-Петербурге. В 1911 — июле 1914 г. — слесарь Петербургских заводов Зигеля, «Братьев Кертинг», Балтийского и Адмиралтейского.
Член РСДРП(б) с февраля 1913 года.
В июле — сентябре 1914 г. — заключенный в Петроградской тюрьме за политическую деятельность. В сентябре 1914 — феврале 1915 г. — слесарь различных Петроградских предприятий.
В феврале 1915 — марте 1917 г. — рядовой 4-й запасной батареи и 100-го артиллерийского дивизиона российской императорской армии. В марте — июле 1917 г. — председатель солдатского комитета 100-го артиллерийского дивизиона Юго-Западного фронта. В июле — октябре 1917 г. — заключенный тюрьмы города Староконстантинова Волынской губернии за политическую деятельность. В октябре — декабре 1917 г. — на лечении в военном госпитале города Минска.
В декабре 1917 — мае 1918 г. — слесарь, член заводского комитета Сестрорецкого оружейного завода Петроградской губернии.
В мае — сентябре 1918 г. — командир артиллерийской батареи, командир отряда РККА на Восточном фронте. В сентябре 1918 — апреле 1919 г. — на лечении в больнице в Москве. В апреле 1919 — феврале 1920 г. — заместитель военного комиссара, военный комиссар управления артиллерии 13-й армии РККА Южного фронта. В феврале — октябре 1920 г. — военный комиссар управления артиллерии 42-й стрелковой дивизии. В октябре 1920 — марте 1921 г. — военный командир 23-й и 9-й стрелковых дивизий Южного фронта.
В марте 1921 — сентябре 1924 г. — военный командир 30-й и 15-й стрелковых дивизий РККА в городах Мелитополе, Запорожье и Николаеве.
В сентябре 1924 — июне 1925 г. — курсант высших курсов марксизма при ЦК КП(б)У в городе Харькове. В июне 1925 — январе 1927 г. — ответственный инструктор, заместитель заведующего организационно-распределительного отдела ЦК КП(б)У в городе Харькове.
В январе 1927 — октябре 1929 г. — ответственный секретарь Николаевского окружного комитета КП(б)У.
В октябре 1929—1930 г. — ответственный секретарь Запорожского окружного комитета КП(б)У. В 1930 — феврале 1932 г. — ответственный секретарь Запорожского городского комитета КП(б)У.
В феврале 1932 — сентябре 1933 г. — 2-й секретарь Днепропетровского областного комитета КП(б)У.
В сентябре 1933 — январе 1935 г. — 2-й секретарь Одесского областного комитета КП(б)У.
В январе 1935 — август 1936 г. — 1-й секретарь Харьковского городского комитета КП(б)У.
Арестован 16 февраля 1937 года. В марте 1937 года исключен из членов ВКП(б) решением Кировского краевого комитета ВКП(б). Расстрелян 2 сентября 1937 года в городе Киеве.

## Награды
- орден Ленина (17.09.1932)
- орден Красного Знамени